# Чишминский сельсовет (Бирский район)
Чишминский сельсовет — муниципальное образование в Бирском районе Башкортостана.

## История
Согласно «Закону о границах, статусе и административных центрах муниципальных образований в Республике Башкортостан» имеет статус сельского поселения.

## Население
| 2002  | 2009  | 2010  | 2012  | 2013  | 2014  | 2015  |
| ----- | ----- | ----- | ----- | ----- | ----- | ----- |
| 1228  | ↗1277 | ↘1201 | ↘1178 | ↘1163 | ↘1157 | ↘1132 |
| 2016  | 2017  |       |       |       |       |       |
| ↘1118 | ↘1100 |       |       |       |       |       |

## Состав сельского поселения
| № | Населённый пункт | Тип населённого пункта       | Население |
| - | ---------------- | ---------------------------- | --------- |
| 1 | Чишма            | село, административный центр | ↘596      |
| 2 | Кузово           | село                         | ↘444      |
| 3 | Айгильдино       | деревня                      | ↘109      |
| 4 | Пионер           | деревня                      | ↘52       |
| 5 | Тартышево        | деревня                      | →0        |